# نهر شرق بروكفيلد
نهر شرق بروكفيلد  (بالإنجليزية: East Brookfield River)‏ هو نهر في ولاية ماساشوستس، يبلغ طوله 2.4 ميلا (3.9 كم)  يصب في بحيرة لاشواي (Lashaway) في شرق بروكفيلد والتي يبلغ ارتفاعها 614 قدم (187 متر) فوق مستوى سطح البحر.